# Buddy Holly (álbum)
Buddy Holly es el segundo álbum de Buddy Holly, publicado en 1958 y el último grabado antes de su muerte. 
Cuando Buddy Holly y The Crickets quisieron publicar material en 1957 con la idea de hacerse popular nacionalmente, Buddy Holly tenía un contrato con Coral Records y los Crickets pertenecía a Brunswick, pero no había mucha distinción musical entre ambos. En este álbum figuró una canción que entró en el Top 10, "Peggy Sue". También en este álbum se encuentran otras canciones que aunque no se publicaron en sencillos fueron más tarde exitosas, como "Rave On", "Words of Love", etc.

## Grabación
Desde el 24 de febrero de 1956 hasta el 10 de septiembre de 1958, Buddy Holly y The Crickets grabaron sus canciones más populares, en el estudio de Clovis, Nuevo México. Para la grabación de su álbum anterior The Chirping Crickets de 1957, y en este Buddy Holly de 1958:
En ese período se grabaron muchas canciones, de febrero a abril del año 1956 se grabó "Baby Won’t You Come Out Tonight", "I Guess I Was Just A Fool", "It’s Not My Fault", "I'm Gonna Set My Foot Down", "Changin' All Those Changes", Rock-A-Bye Rock" y "Because I Love You". Por mayo y julio de 1957 Holly grabó "Ready Teddy". El 25 de mayo de 1957 se grabaron dos canciones destacables, "Not Fade Away" y "Everyday". Unos meses más tarde, del 29 de junio al 1 de julio de 1957 se grabaron muchísimas canciones, de las cuales entre ellas se destacaron canciones como "Peggy Sue", "Oh Boy" y "Listen To Me". En diciembre de 1957 se grabó "Look at Me". Se siguieron grabando muchas canciones, pero fue el 8 de abril de 1959, que grabaron "Words Of Love", una de sus canciones más populares, y también "Mailman Bring Me No More Blues". Finalmente el 10 de septiembre de 1958, Holly y el grupo graban "Come Back Baby" y "Reminiscing".

## Lista de canciones
| N.º | Título                                                                        | Vocalista principal | Duración |  |
| 1.  | «I'm Gonna Love You Too» (Joe B. Mauldin, Niki Sullivan y Norman Petty)       |                     | 2:14     |  |
| 2.  | «Peggy Sue» (Buddy Holly, Jerry Allison y Petty)                              |                     | 2:30     |  |
| 3.  | «Look at Me» (Holly, Allison y Petty)                                         |                     | 2:07     |  |
| 4.  | «Listen to Me» (Holly y Petty)                                                |                     | 2:22     |  |
| 5.  | «Valley of Tears» (Fats Domino y Dave Bartholomew)                            |                     | 2:09     |  |
| 6.  | «Ready Teddy» (Robert Blackwell y John Marascalco)                            |                     | 1:32     |  |
| 7.  | «Everyday» (Holly y Petty)                                                    |                     | 2:09     |  |
| 8.  | «Mailman, Bring Me No More Blues» (Ruth Roberts, Bill Katz y Stanley Clayton) |                     | 2:12     |  |
| 9.  | «Words of Love» (Holly)                                                       |                     | 1:56     |  |
| 10. | «(You're So Square) Baby I Don't Care» (Jerry Leiber y Mike Stoller)          |                     | 1:37     |  |
| 11. | «Rave On» (Sonny West, Bill Tilghman y Petty)                                 |                     | 1:50     |  |
| 12. | «Little Baby» (Holly, Petty y C. W. Kendall Jr.)                              |                     | 1:57     |  |

## Personal
- Buddy Holly – guitarra y voz
- Joe B. Mauldin – bajo eléctrico
- Jerry Allison – batería

### Otros músicos
- Norman Petty – órgano en "Look at Me", piano en "Rave On"
- Vi Petty – piano en "Look at Me", Valley of Tears, "Ready Teddy", "Mailman, Bring Me No More Blues", Celesta en "Everyday"
- C. W. Kendall Jr. – piano en "Look at Me", "(You're So Square) Baby I Don't Care" y "Little Baby"
- Niki Sullivan – guitarra de ritmo en "Ready Teddy"
- Al Caiola – guitarra en "Rave On"
- Donald Arnone – guitarra en "Rave On"
- William Marihe – coros en "Rave On"
- Robert Bollinger – coros en "Rave On"
- Robert Harter – coros en "Rave On"
- Merrill Ostrus – coros en "Rave On"
- Abby Hoffer – coros en "Rave On"

## Posiciones
Sencillo
| Año  | Sencillo    | Chart                 | Posición |
| ---- | ----------- | --------------------- | -------- |
| 1957 | "Peggy Sue" | Billboard Pop Singles | 3        |